# Larçay
Larçay – miejscowość i gmina we Francji, w Regionie Centralnym, w departamencie Indre i Loara.
Według danych na rok 1990 gminę zamieszkiwało 1751 osób, a gęstość zaludnienia wynosiła 156 osób/km² (wśród 1842 gmin Regionu Centralnego Larçay plasuje się na 226. miejscu pod względem liczby ludności, natomiast pod względem powierzchni na miejscu 1085.).